# Związek gmin Munderkingen
Związek gmin Munderkingen – związek gmin (niem. Gemeindeverwaltungsverband) w Niemczech, w kraju związkowym Badenia-Wirtembergia, w rejencji Tybinga, w regionie Dpnau-Iller, w powiecie Alb-Donau. Siedziba związku znajduje się w mieście Munderkingen.
Związek zrzesza jedno miasto i dwanaście gmin wiejskich:
- Emeringen, 132 mieszkańców, 7,54 km²
- Emerkingen, 852 mieszkańców, 7,40 km²
- Grundsheim, 186 mieszkańców, 3,70 km²
- Hausen am Bussen, 275 mieszkańców, 3,52 km²
- Lauterach, 591 mieszkańców, 13,77 km²
- Munderkingen, miasto, 4 912 mieszkańców, 13,08 km²
- Obermarchtal, 1 244 mieszkańców, 26,59 km²
- Oberstadion, 1 577 mieszkańców, 15,80 km²
- Rechtenstein, 263 mieszkańców, 3,77 km²
- Rottenacker, 2 130 mieszkańców, 10,29 km²
- Untermarchtal, 933 mieszkańców, 5,61 km²
- Unterstadion, 728 mieszkańców, 8,84 km²
- Unterwachingen, 203 mieszkańców, 2,60 km²